# Mario Spallino

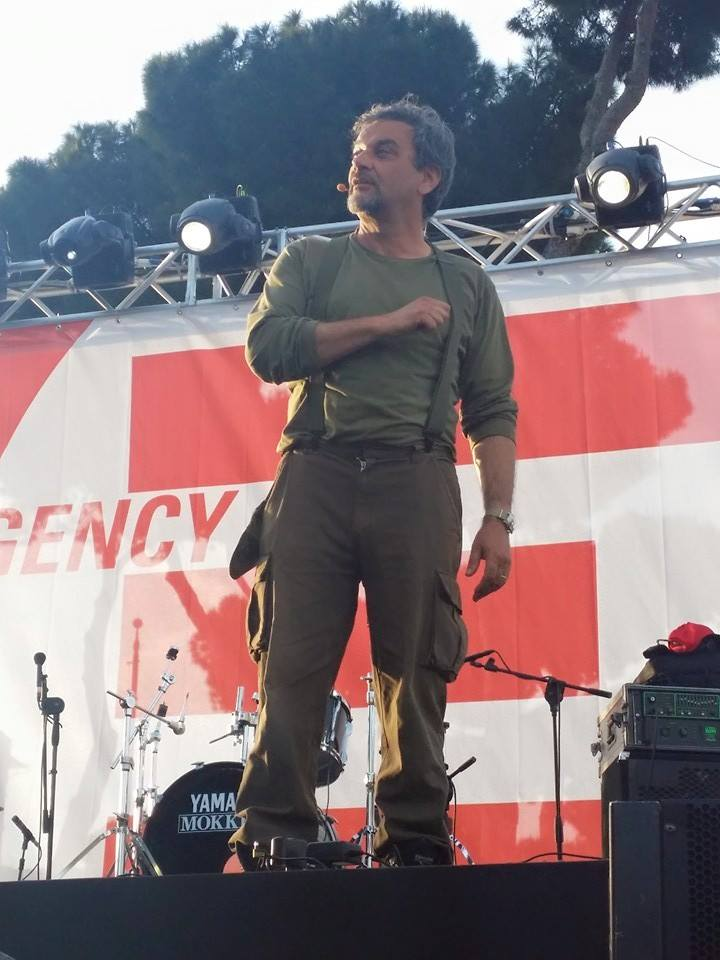
Durante lo spettacolo Stupidorisiko in via dei Fori Imperiali, in occasione del "Pe' strada Busker Festival for Emergency" (2015)

Mario Spallino (Livorno, 17 ottobre 1957) è un attore italiano.

## Carriera
Inizia la sua carriera artistica nella Bottega Teatrale di Firenze, fondata e diretta da Vittorio Gassman, dove consegue il diploma di attore. 
Oltre ad un'intensa attività teatrale (Gassman, Gaber, Brachetti) ha recitato anche per il piccolo e grande schermo, tra cui La notte di San Lorenzo di Paolo e Vittorio Taviani, pluripremiato a Cannes.
È stato assistente alla regia per spettacoli di Ombretta Colli, Giorgio Gaber e Sandro Luporini (il "teatro canzone") e Marco Paolini; anche regista di suoi spettacoli. 
Tra il 1993 e il 1995 è stato direttore artistico del teatro comunale di Bogliasco.
È il fondatore (nonché attore protagonista) della compagnia teatrale di Emergency, con cui collabora da oltre 15 anni. In particolare porta in tournée in tutta Italia spettacoli teatrali originali, nella forma di monologhi, scritti da Patrizia Pasqui (anche regista degli stessi), prodotti dall'associazione. Gli spettacoli sono incentrati sui temi cari alla ONG fondata da Gino Strada; questi si inseriscono nell'ambito delle attività che Emergency propone nelle scuole come parte della più ampia opera di sensibilizzazione sulla guerra, la povertà e le mine antiuomo, nonché sulla promozione dei valori di pace, solidarietà e rispetto dei diritti umani.

## Teatro
- 2013-2015: Viaggio italiano – Emergency Programma Italia, regia di Patrizia Pasqui
- 2013: Storia di un soldato, regia di Patrizia Pasqui
- 2009–2015: Farmageddon – ovvero l'ultimo uomo sano, regia di Patrizia Pasqui
- 2007-2015: Stupidorisiko – una geografia di guerra, regia di Patrizia Pasqui
- 2004-2005: Il dottor Céline, regia di Sandro Luporini e Patrizia Pasqui
- 2001–2007: Kamille va alla guerra, regia di Patrizia Pasqui
- 1999: L'utopia nascosta di Francesco, regia di Patrizia Pasqui
- 1997: Uomini veri, regia di Lorenzo Costa
- 1995: La giullarata sacra, regia di Patrizia Pasqui
- 1994: La notte delle favole, regia di Tonino Conte
- 1993: I sette peccati, regia di Tonino Conte
- 1992: I massibilli, regia di Arturo Brachetti
- 1991: Aiace, regia di Mario Spallino
- 1989: La scuola delle mogli, regia di Gianfranco De Bosio
- 1988: Morte a credito, regia di Giorgio Gaber
- 1986: I misteri di Pietroburgo, regia di Adolfo Celi e Vittorio Gassman
- 1982: Il codice di Perelà, regia di Alvaro Piccardi
- 1980: Happy End, regia di Virginio Puecher

## Filmografia

### Cinema
- La notte di San Lorenzo (1982), regia di Paolo e Vittorio Taviani
- Giocare d'azzardo (1982), regia di Cinzia TH Torrini
- Di padre in figlio (1982), regia di Vittorio Gassman

### Televisione
- Carabinieri - serie 4 e 5